# Karel Janssen
Karel Janssen (22 maggio 1960) è un ex giocatore di calcio a 5 belga.

## Carriera
Con la nazionale maschile di calcio a 5 del Belgio Janssen ha disputato il FIFA Futsal World Championship 1989 concluso dai diavoli rossi al quarto posto, sconfitti nella finalina dagli Stati Uniti. In totale, ha disputato 13 incontri con la nazionale, realizzando 2 reti.